# Bitva o Starobilsk
Bitva o Starobilsk bylo vojenské střetnutí v únoru 2022 mezi ozbrojenými silami Ukrajiny a ozbrojenými silami Ruské federace o město Starobilsk nacházející se v severní části Luhanské oblasti.

## Pozadí
Město se nachází na klíčové zásobovací trase směrem na Svatove. Leží na řece Ajdar.
Dne 21. února 2022 uznal ruský prezident Vladimir Putin nezávislost Luhanské lidové republiky. O tři dny později zahájil ruskou invaze na Ukrajinu.

## Průběh
Již první den invaze útočila ruská armáda na předměstí města. O den později měla ukrajinská armáda zničit kolonu vojenské techniky, která se měla chystat překročit řeku Ajdar. Město bylo poté zasaženo ruským dělostřelectvem.

### Obsazení a okupace
Dne 2. března 2022 bylo město obsazeno jednotkami ruské armády. Od té doby je okupováno Ruskou federací. Na protest proti ruské okupaci protestovali někteří obyvatelé v ulicích města s ukrajinskými vlajkami. V září 2022 bylo město jakožto součást mezinárodně neuznané Luhanské lidové republiky Ruskem anektováno.